# Dumbrava de Mijloc, Mehedinți
Dumbrava de Mijloc este un sat în comuna Dumbrava din județul Mehedinți, Oltenia, România.